# Hans-Heinrich Nolte
Pour les articles homonymes, voir Hans Heinrich (homonymie).
Hans-Heinrich Nolte (né le 24 mai 1938 à Ulm) est un historien allemand, professeur émérite d'Histoire de l'Europe de l'Est au département d'histoire de l'Université Gottfried Wilhelm Leibniz de Hanovre. Il est spécialisé dans l'histoire de la Russie, de l'ex-URSS et en histoire globale.

## Fonctions
- Président de la Vereins für Geschichte des Weltsystems (Association pour l'histoire du système-monde)(VGWS, fondé en 1992)[1]
- Editeur du Zeitschrift für Weltgeschichte (ZWG, depuis 2000)[2]
- Directeur de la section de Hanovre de la Deutschen Gesellschaft für Osteuropakunde (Société allemande d'études est-européennes) (DGO)[3]

## Œuvres
- Religiöse Toleranz in Russland 1600-1725 (La tolérance religieuse en Russie 1600-1725), Göttingen; Zürich; Francfort, Musterschmidt-Verlag, 1969: ouvrage recensant les politiques religieuses russes au XVIIème s. par groupes religieux à partir, essentiellement, des sources primaires.
- Weltgeschichte des 20. Jahrhunderts. (Histoire globale du XXe siècle), Böhlau Verlag, Vienne, 2009
- Nouvelle biographie en allemand, Hans-Heinrich Nolte, sujet Johann George Korb :Korb, Johann Georg // Neue Deutsche Biographie (NDB). — Bd. 12. Kleinhaus - Kreling. — Berlin: Duncker & Humblot, 1979. — S. 581–582. (de.)